# Herb Mitchell
Herb L. Mitchell jr. (Bar Harbor (Maine), 18 juni 1937 – Blue Hill (Maine), 4 januari 2011) was een Amerikaans acteur.

## Biografie
Mitchell werd geboren in Bar Harbor (Maine) in een gezin van drie kinderen. Hij studeerde af aan de University of Maine in Penobscot County en aan de Maine Maritime Academy in Hancock County (Maine). Na zijn studie ging hij werken als broker in Bangor (Maine).
Mitchell begon in de late jaren van de jaren 60 als acteur in Ellsworth in een theatergezelschap en speelde diverse rollen in lokale theaters. Hij verhuisde later naar Los Angeles voor zijn acteercarrière voor televisie.
Mitchell was in het verleden getrouwd en heeft hieruit vier kinderen, en hierna trouwde hij opnieuw en heeft hieruit een kind. Op 4 januari 2011 stierf hij in Blue Hill (Maine) in het huis van zijn dochter.

## Filmografie

### Films
Selectie:
- 2001 Ali – als commissielid boksen
- 1999 Austin Powers: The Spy Who Shagged Me – als sergeant
- 1997 Drive – als politieagent
- 1994 The Last Seduction – als Bon Trotter
- 1987 Innerspace – als medewerker fotozaak

### Televisieseries
Uitgezonderd eenmalige gastrollen.
- 1997-2004 The Practice – als rechter Rodney White – 12 afl.